# أليس نادين موريسون
أليس نادين موريسون (بالإنجليزية: Alice Nadine Morrison)‏ هي كاتبة غنائية أمريكية، ولدت في 1892، وتوفيت في 1997.